# David Alonso
David Alonso, född 25 april 2006 i Madrid, Spanien, är en colombiansk motorcykelförare som tävlar i grenen roadracing. Världsmästare 2024 i Moto3-världsmästerskapet i Grand Prix Roadracing. Alonso tävlar med startnummer 80 på sin motorcykel.
Alonso vann European Talent Cup i Moto3 2020 och Red Bull Rookies Cup 2021. Han gjorde debut i senior-VM i Moto3 som inhoppare 2021. Från säsongen säsongen 2023 var Alonso ordinarie VM-förare för Aspar Team på en Gasgas.  Han tog sin första seger i klassen den 6 augusti 2023 i Storbritanniens Grand Prix. Med ytterligare tre segrar och fyra andraplatser blev Alonso trea i VM och bästa nykomling (rookie of the year). Säsongen 2024 fortsatte Alonso hos Aspar i Moto3 med CFMoto som motorcykel. Säsongen började mycket bra med flera segrar och han fortsatte att dominera. Redan vid Japans Grand Prix, deltävling 16 av 20, säkrade han världsmästartiteln.

## Framskjutna placeringar
Uppdaterad till 2024-10-10.
| Nr | Grand Prix     | År   |
| -- | -------------- | ---- |
| 1  | Storbritannien | 2023 |
| 2  | Katalonien     | 2023 |
| 3  | San Marino     | 2023 |
| 4  | Thailand       | 2023 |
| 5  | Qatar          | 2024 |
| 6  | Amerika        | 2024 |
| 7  | Frankrike      | 2024 |
| 8  | Katalonien     | 2024 |
| 9  | Italien        | 2024 |
| 10 | Tyskland       | 2024 |
| 11 | Österrike      | 2024 |
| 12 | Emilia-Romagna | 2024 |
| 13 | Indonesien     | 2024 |
| 14 | Japan          | 2024 |

| Nr | Grand Prix     | År   |
| -- | -------------- | ---- |
| 1  | Spanien        | 2023 |
| 2  | Indonesien     | 2023 |
| 3  | Qatar          | 2023 |
| 4  | Valencia       | 2023 |
| 5  | Storbritannien | 2024 |

| Nr | Grand Prix | År |
| -- | ---------- | -- |